# Фреліх Віктор
Віктор Фре́ліх, іноді Віктор Фре́лих (1949 р. — 24 травня 1995, м. Чернівці) — відомий український еколог, громадський діяч, журналіст. Загинув при виконанні журналістських обов'язків.

## Громадська діяльність
Був головою чернівецького екологічного клубу «Зелене відродження Буковини».

## Журналістська діяльність
Був позаштатним кореспондентом харківського правозахисного бюлетеня «Права людини». Із 1991 року самостійно займався розслідуванням епідемії алопеції (патологічне випадіння волосся), що вразила сотні людей в Чернівецькій області, переважним чином дітей. З'ясував, що до цього причетні радянські військові, які перевозили містом високотоксичне ракетне пальне.

## Обставини загибелі
Віктор Фреліх помер 24 травня 1995 року у віці 46-ти років у реанімації лікарні в м. Чернівці. За кілька місяців до загибелі йому телефонували невідомі й погрожували фізичною розправою, якщо він не припинить розслідувати причини епідемії алопеції. На переконання родичів і колег Фреліха, він помер від отруєння, яке сталося під час поїздки в Київ напередодні 16 квітня. Після повернення до Чернівців Віктор Фреліх потрапив до лікарні, де провів понад місяць. Лікарі не змогли врятувати йому життя: отруєння вразило нирки і печінку.

## Вшанування
Ім'я Віктора Фреліха викарбувано на Меморіалі журналістів у Музеї новин у Вашингтоні, США.